# Charles Hard Townes
Charles Hard Townes (født 28. juli 1915, død 27. januar 2015) var en amerikansk fysiker og pædagog. Townes var kendt for sit arbejde med teori og praktisk anvendelse af maser, hvor han fik den grundlæggende patent, og andet arbejde i quantum electronics i forbindelse med både maser- og laser-enheder. Han modtog Nobelprisen i fysik i 1964.